# 9 décembre dans les chemins de fer
9 novembre 9 janvier
Chronologies thématiques
- Croisades
- Sports
- Disney

Cette page concerne les événements qui se sont déroulés un 9 décembre dans les chemins de fer.

## Événements

### XXesiècle
- 1963 : au Japon, dans la Préfecture de Kanagawa, sur la ligne principale Tōkaidō à proximité de Tsurumi, deux trains de passagers entrent en collision avec un train de marchandises déraillé, tuant 161 personnes.

- 1965 : en Roumanie, mise en service du premier tronçon électrifié du pays, entre Brașov et Predeal,sur la ligne Bucarest-Brașov.
- 1974 : en France, à Lyon, réouverture sous forme de métro à crémaillère (ligne C) de l'ancien funiculaire de Croix-Paquet
- 1977 : en France, constitution du réseau express régional d'Île-de-France par :
  - intégration de la branche Ouest (Auber - Saint-Germain-en-Laye)
  - intégration de la branche Est (Nation - Boissy-Saint-Léger)
  - intégration de la ligne de Sceaux (Luxembourg - Robinson / Saint-Rémy-lès-Chevreuse)
  - ouverture du tronçon central de la ligne A (Auber - Nation)
  - ouverture du tronçon sous fluvial de la ligne B (Luxembourg - Châtelet-Les Halles)
  - ouverture de l'amorce de la deuxième branche Est de la ligne A (Vincennes - Noisy-le-Grand - Mont d'Est)

### XXIesiècle
- 2007 : en France, début du cadencement des TER Rhône-Alpes